# Ole Bjur
Ole Bjur (Rødovre, 13 september 1968) is een voormalig betaald voetballer uit Denemarken, die als middenvelder speelde. Hij beëindigde zijn actieve loopbaan in 2001 bij Brøndby IF. Met die club won hij driemaal op rij de Deense landstitel: 1996, 1997 en 1998.

## Interlandcarrière
Bjur kwam in totaal drie keer uit voor de nationale ploeg van Denemarken in de periode 1996–1997 en scoorde één keer voor zijn vaderland. Onder leiding van de Zweedse bondscoach Bo Johansson maakte hij zijn debuut op 14 augustus 1996 in de vriendschappelijke uitwedstrijd tegen Zweden (0–1), net als Steffen Højer (AaB Aalborg), Thomas Rytter (Lyngby FC) en Morten Bisgaard (Odense BK). Hij nam in dat duel de enige treffer voor zijn rekening en moest na 68 minuten plaatsmaken voor Michael Schjønberg.

## Erelijst
Brøndby IF
- SAS Ligaen

1996, 1997, 1998
- Deense beker

1994, 1998